# 邵友濂
邵友濂（1840年—1901年），原名維埏，字筱春，一作小村，浙江紹興餘姚人，監生出身，清朝文官，曾任台灣巡撫。父邵燦，兄邵曰濂，太常寺卿，与李鸿章為亲家，有孙邵洵美，作家、詩人。

## 生平
- 1862年（清同治元年）， 以監生身份捐官，加恩以工部員外郎僅先補用。
- 1865年（清同治四年），中乙丑補行辛酉、壬戊兩科鄉試舉人。
- 1871年（清同治十年），補工部虞衡司員外郎。
- 1874年（清同治十三年），以御史記名，補總理各國事務衙門漢章京。
- 1879年（清光緒五年）九月，出使俄羅斯署理俄羅斯欽差大臣。
- 1881年（清光緒七年）三月，出使俄羅斯大臣曾紀澤奏派友濂回京齎送改訂俄約章程、地圖等件。總理衙門王大臣奏準，仍留總理衙門當差。
- 1882年（清光緒八年），補江蘇省上海道道員，兼江海關道。
- 1883年（清光緒九年）中法戰爭期間出面處理台灣防務。
- 1886年（清光緒十二年），補授河南按察使。
- 1887年（清光緒十三年），遷臺灣布政使。
- 1889年（清光緒十五年）六月，補授湖南巡撫 十二月兼署湖南提督。
- 1891年5月9日（清光緒十七年），補授第二任台灣巡撫。
- 1894年（清光緒二十年），中日甲午戰爭爆發，邵友濂與號稱知兵的布政使唐景崧不合，請調湖南巡撫，1894年10月13日因病告假，這期間唐景崧暫代職務，直到1895年5月7日，朝廷才正式批准[2]。
- 1895年（清光緒二十一年），張蔭桓、邵友濂為全權大臣赴日和談。
1月26日 張蔭桓、邵友濂一行經上海東渡。
1月31日 到達日本廣島。在中國代表到達廣島之前，日本宰相伊藤博文與外務大臣陸奧宗光以『媾和之機尚未成熟』，密議待中國代表到達日本後，第一步先檢查中國代表的全權委任狀，如有瑕可指便藉口拒絕開議。
2月1日 中日議和代表在廣島縣廳舉行第一次會晤。伊藤與陸奧按著事先計議好的陰謀，硬說中國議和代表授權不足，拒絕開議。實際上，張、邵不但隨身攜有授權證書，並以書面形式正式聲明『中國代表「授有議定條款、簽名蓋印的全權」』。但日本代表故意破壞談判，不於理會。清政府拍給張、邵的電報也予扣留，拒不交出。又藉口廣島是軍事重地，不准敵國人員滯留為由，將中國代表逐往長崎。
2月7日 清政府照會日本，表示願意按照日本的意圖修改全權證書，乞求准張、邵繼續留日本談判。日本政府悍然加以拒絕。指明清政府必須另派「攜帶正當全權委任狀之有名爵資格之全權委員」來日談判。
2月12日 將中國代表由長崎逐回中國，和談決裂。
邵友濂回國後便奏請開缺，不久因病免職。

## 評價

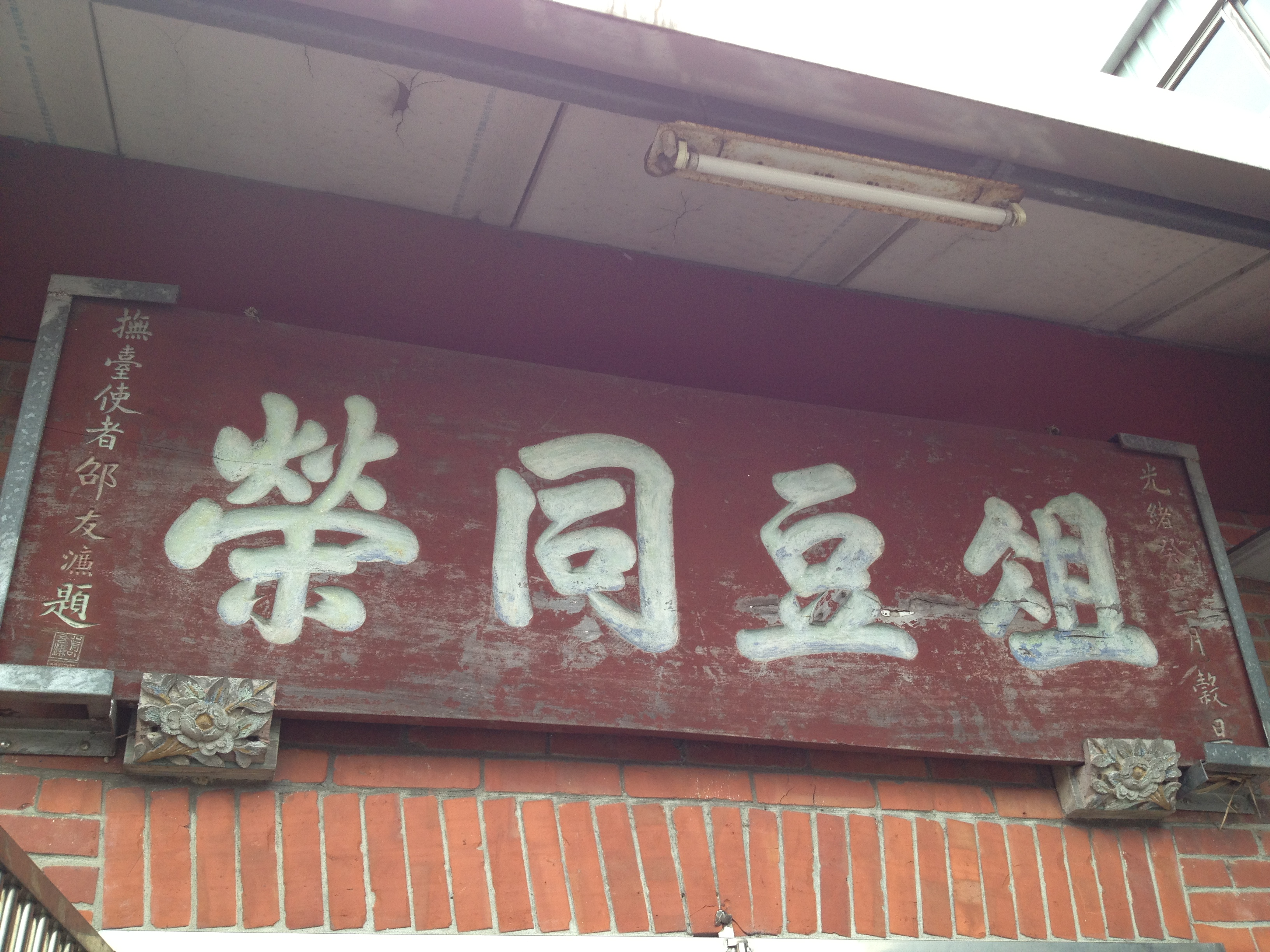
邵友濂題寫之“俎豆同榮匾”

邵友濂出任台灣巡撫期間，任內設臺灣省通志局，修建省後臺灣通志。移雲林縣治至斗六門（今斗六市），原縣治林圯埔（今竹山鎮）設分防縣丞。設台北府南雅理番捕盜同知。邵友濂停止絕大部分劉銘傳時期的新政建設，並做出重大決定，將省會正式移到臺北。
邵友濂將省會移到臺北，奠定了臺北成為全臺灣經濟和政治中心的地位。

## 家族成员列表
- 邵燦，咸豐年間巨宦，漕運總督
  - 邵曰濂（？--1901年），同治七年進士，光錄寺卿、太常寺正卿。
    - 邵濟

  - 次子早殤
  - 邵友濂（？--1901年），同治四年舉人，俄羅斯欽差大臣，湖南巡撫，臺灣巡撫，官至正一品。妻柴氏
    - 邵頤：輪船招商局督辦 == 元配李氏（李鴻章六弟李昭慶之三女），繼室史氏
      - 邵畹香==蒯景生（合肥蒯光典之後）

    - 邵恒 == 盛樨蕙（盛宣怀第四女）
      - 邵洵美（邵雲龍）== 盛佩玉（盛宣懷長子盛昌頤之第五女）。邵洵美，過繼给邵頤，出版家、文學家。
        - 邵祖丞（前妻帶子改嫁）
        - 邵綃红（女）==夏照壁，口腔科醫師，著有《我的爸爸邵洵美》
          - 夏農

        - 邵小玉（女）
        - 邵小珠（女）==方平（翻譯家）
        - 邵小燕（女）
        - 邵小羅

      - 邵雲鵬==王氏
      - 邵雲芝（女）（居美）
      - 邵雲駿
        - 邵小蘭，中醫

      - 邵雲麒==許雲
        - 邵林，收藏家，編輯家，化學家
          - 邵宛澍，作家，翻譯家，美食家

      - 邵雲麟（邵式軍） == 蔣冬榮（蔣尊簋之女）。蔣尊簋：浙江都督，孙中山大元帥府参謀總長
        - 邵立==蔣文姬
          - 邵宛譽

        - 邵蓓蒂

      - 邵雲驤==邵藹令